# Santa Tecla (club)

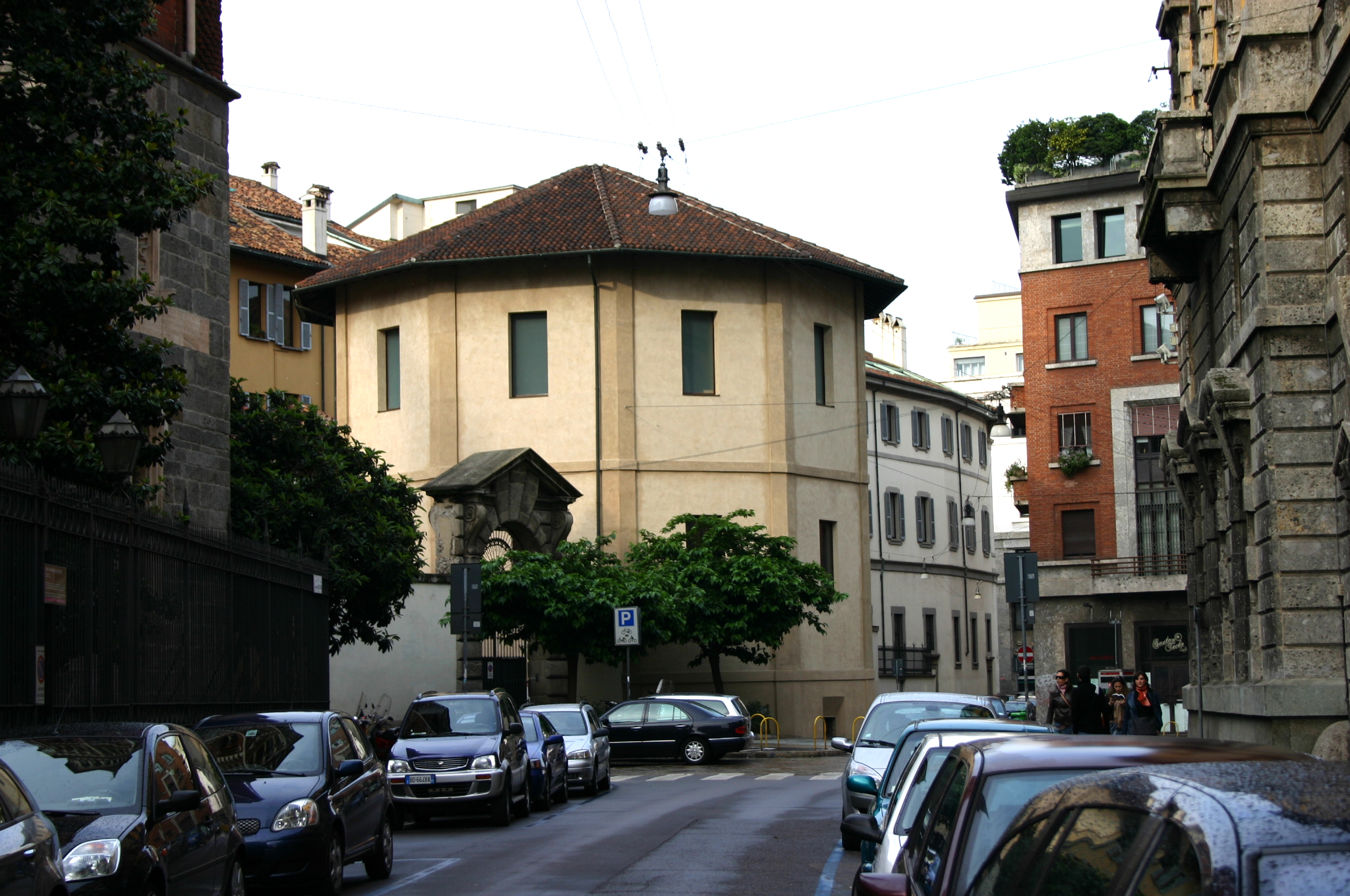
Al piano terra dello stabile rosso (a dx) l'ingresso del Santa Tecla

Il Santa Tecla è stato un club di Milano, famoso negli anni cinquanta e sessanta per essere stato trampolino di lancio per numerosi gruppi e cantanti di musica leggera e rock and roll. 
Negli stessi anni è stato il tempio della musica jazz milanese ospitando complessi come la "Milan College Jazz Society", il "Gianni Basso-Oscar Valdambrini quintet" e numerosi jazzman internazionali di passaggio a Milano, tappa obbligata nel corso di tour Italiani.

## Storia
Aperto nel centro di Milano nell'omonima via, a due passi dal Duomo, nel 1951 fu trasformato negli anni settanta in discoteca, divenendo ben presto un punto di incontro dei cosiddetti sanbabilini.
Negli anni novanta un incendio lo ha distrutto. È stato ricostruito in stile di club newyorkese e nuovamente inaugurato come "Santa Tecla Cafè" il 4 febbraio 2006 per poi chiudere definitivamente nel 2016; dal 2022 i locali del club completamente ristrutturati ospitano uno showroom .

## Artisti

Giorgio Gaber (a ds. nella foto) ed Enzo Jannacci al tempo dei I due corsari. Sono fra gli artisti che hanno debuttato al Santa Tecla

Fra gli artisti storici degli anni sessanta usciti dal Santa Tecla vi sono:
- Riki Maiocchi
- Giorgio Gaber
- Luigi Tenco
- Lucio Battisti con I Campioni
- Adriano Celentano
- Enzo Jannacci
- Tony Dallara
- I Camaleonti

Vi hanno inoltre suonato:
- Franco Cerri[3]
- Il quintetto Basso-Valdambrini[4]
- Bruno De Filippi[5]
- Il trio di Enrico Intra[6]
- Chet Baker[7]
- Romano Mussolini[8]